# Řád Jean-Jacquese Dessalinese
Řád Jean-Jacquese Dessalinese (francouzsky Ordre de Jean Jacques Dessalines) je vojenské vyznamenání Haiti. Udílen je za vojenské zásluhy a patří k poměrně vzácně udíleným vyznamenáním.

## Insignie
Řádový odznak má podobu medailonu s podobiznou otroka, vůdce rebelů a pozdějšího haitského císaře Jean-Jacquese Dessalinese, který se vzbouřil proti Francouzům a osvobodil svou vlast. Medailon je lemován modře smaltovaným kruhem s nápisem ORDRE JEAN JACQUES DESSALINES LE GRAND • MERITE MILITAIRE. Na zadní straně je v kruhu nápis LIBERTE EGALITE FRATERNITE • REPUBLIQUE D'HAITI. Celý medailon je lemován barevně smaltovaným věncem.
Stuha sestává ze dvou stejně širokých pruhů v barvě červené a černé.